# Echinopepon coulteri
Echinopepon coulteri là một loài thực vật có hoa trong họ Cucurbitaceae. Loài này được (A.Gray) Rose mô tả khoa học đầu tiên năm 1897.